# Zbigniew Pazdro
Zbigniew Walenty Pazdro (ur. 9 lutego 1873 w Przewłoce, zm. 13 września 1939 we Lwowie) – polski prawnik, ekonomista i działacz polityczny, członek Tymczasowego Wydziału Samorządowego we Lwowie w 1926 roku.

## Życiorys
Urodził się w rodzinie Jana i Walerii Pazdro. W 1890 ukończył klasę Vb (ze stopniem celującym), zaś w 1893 – C. K. IV Gimnazjum we Lwowie. Podjął studia na Uniwersytecie Lwowskim. Podczas czwartego roku studiów na Wydziale Prawa Uniwersytetu Lwowskiego w 1899 otrzymał stypendium fundacji Głowińskiego. W 1900 obronił doktorat, następnie przez rok był aplikantem we Lwowie, zaś w 1902 przebywał na stypendium na uniwersytecie w Monachium. W latach 1902–1909 pracował w namiestnictwie we Lwowie. W 1908 habilitował się z ekonomii społecznej na Politechnice Lwowskiej, w latach 1908–1910 był docentem prywatnym ekonomii społecznej na PLw i profesorem nadzwyczajnym Akademii Rolniczej w Dublanach. 
W czasie I wojny światowej służył w armii austro-węgierskiej, ranny dostał się do niewoli rosyjskiej. W 1918 uczył w polskim gimnazjum w Kazaniu. Podczas wojny polsko-ukraińskiej listopadzie 1918 uczestnik obrony Lwowa. W Wojsku Polskim został awansowany do stopnia kapitana ze starszeństwem z dniem 1 czerwca 1919 w korpusie oficerów piechoty.
Od 1919 profesor zwyczajny nauk prawniczych Politechniki Lwowskiej, od 1920 profesor zwyczajny administracji i polskiego prawa administracyjnego Uniwersytetu Jana Kazimierza, od tego roku kierownik Zakładu Prawa Administracyjnego i Biblioteki Administracyjnej. W latach 1922/23, 1924/25, 1932/33 i 1933/34 dziekan Wydziału Prawa UJK. Od 1931 był wykładowcą KUL. Radny miasta Lwowa, działacz Stronnictwa Narodowego.
Pisywał także artykuły o historii sądownictwa polskiego, m.in. w Kwartalniku Historycznym. Był członkiem Towarzystwa Naukowego we Lwowie i Towarzystwa Prawniczego. 
11 listopada 1937 został odznaczony Krzyżem Komandorskim Orderu Odrodzenia Polski. 
Zmarł śmiercią naturalną 13 września 1939 we Lwowie, w domu przy ul. Gipsowej 28. W związku z walkami o Lwów, ciało prof. Zbigniewa Pazdro zostało pochowane w ogrodzie jego domu, a po pewnym czasie ekshumowane i przeniesione na cmentarz Łyczakowski we Lwowie.
Miał czworo dzieci. Był ojcem prof. Zdzisława Pazdro i dziadkiem prof. Przemysława Pazdro.